# Raoul Bott
Pour les articles homonymes, voir Bott.
Raoul Bott, né le 24 septembre 1923 et mort le 20 décembre 2005 , est un mathématicien connu pour nombre de contributions en géométrie.

## Biographie
Né à Budapest, il passe l'essentiel de sa vie aux États-Unis. Sa famille émigre au Canada en 1938 à la veille de la Seconde Guerre mondiale. Il étudie à l'université McGill. Il devient professeur à Harvard en 1958, et il y enseigne jusqu'en 1999. Il meurt du cancer à San Diego en 2005.
Son travail porte initialement sur la physique avant de se tourner vers les mathématiques pures. Il étudie l'homotopie des groupes de Lie, utilisant des méthodes de la théorie de Morse, conduisant au théorème de périodicité de Bott (en). C'est au cours de cette réflexion qu'il introduit les fonctions de Morse-Bott, une sorte de généralisation des fonctions de Morse, mais qui permettent d'inclure les fonctions constantes.
Collaborant pendant plusieurs années avec Michael Atiyah, il apporte d'importantes contributions au théorème de l'indice : il énonce en particulier un certain nombre de théorèmes de point fixe, dont le théorème du point fixe d'Atiyah-Bott (en). Bott et Atiyah collaborent de nouveau pour réactualiser dans un langage moderne les travaux d'Ivan Petrovski sur les équations aux dérivées partielles hyperboliques. Dans les années 1980, ces deux mathématiciens à nouveau travaillent ensemble dans la théorie de jauge, utilisant les équations de Yang-Mills sur une surface de Riemann pour obtenir des informations topologiques sur les espaces de modules des fibrés sur les surfaces de Riemann.
Bott est aussi connu pour le théorème de Borel-Bott-Weil (en) sur la théorie des représentations des groupes de Lie par les faisceaux holomorphes et leurs groupes de cohomologie.
Bott reçoit le prix Oswald-Veblen en géométrie de l'AMS en 1964, le prix Jeffery-Williams de la Société mathématique du Canada en 1983, la National Medal of Science en 1987 et le prix Wolf de mathématiques en 2000. Il devient membre étranger de la Royal Society en 2005.
Parmi ses étudiants, on compte Harold Edwards, Peter Landweber (de), Daniel Quillen et Stephen Smale.